# 大宅壮一ノンフィクション賞
大宅壮一ノンフィクション賞（おおやそういちノンフィクションしょう）は、大宅壮一の業績を記念して、各年のすぐれたノンフィクション作品を表彰する文学賞。公益財団法人日本文学振興会が主催、株式会社文藝春秋が運営する。対象は、前年1月1日から12月31日までに発表されたもので、選考会は4月中旬、贈呈式は6月中旬。第44回までは書籍のみが対象であったが、第45回以降は書籍部門と雑誌部門の二部門制となった。正賞は100万円、副賞は日本航空国際線往復航空券。作品は『文藝春秋』6月号に掲載される。副賞100万円。過去の受賞作としては、賞が設立された1970年から一般投票形式に変わる2016年までの78の受賞作中、文藝春秋から発行された作品が42作品と5割以上を占める。
2017年より「大宅壮一メモリアル日本ノンフィクション大賞」に改称し、一般読者からの投票を受け付ける形式に変更してノンフィクション作品の支持拡大を図ったが、「思うように成果が上がらなかった」として、通算第50回の2019年から元の名称と選考方法に戻した。

## 歴代受賞作

### 大宅壮一ノンフィクション賞
- 第1回（1970年）
  - 尾川正二『極限のなかの人間』（光人社）doi:10.11501/12398755
  - 石牟礼道子（受賞辞退）『苦海浄土 わが水俣病』（講談社）
- 第2回（1971年）
  - イザヤ・ベンダサン『日本人とユダヤ人』（角川書店）
  - 鈴木俊子『誰も書かなかったソ連』（文藝春秋）doi: 10.11501/12183609
- 第3回（1972年）
  - 柳田邦男『マッハの恐怖』（新潮社）
  - 桐島洋子『淋しいアメリカ人』（文藝春秋）doi:10.11501/12493913
- 第4回（1973年）
  - 鈴木明『“南京大虐殺”のまぼろし』（文藝春秋）
  - 山崎朋子 『サンダカン八番娼館』（文藝春秋）
- 第5回（1974年） 
  - 後藤杜三『わが久保田万太郎』（青蛙房）
  - 中津燎子『なんで英語やるの？』（文藝春秋）
- 第6回（1975年）
  - 袖井林二郎『マッカーサーの二千日』（中央公論社）
  - 吉野せい『洟をたらした神』（中央公論社）
- 第7回（1976年）
  - 深田祐介『新西洋事情』（新潮社）
- 第8回（1977年）
  - 上前淳一郎『太平洋の生還者』（文藝春秋）
  - 木村治美『黄昏のロンドンから』（文藝春秋）
- 第9回（1978年）
  - 伊佐千尋『逆転』（岩波書店）
- 第10回（1979年）
  - 沢木耕太郎『テロルの決算』（文藝春秋）
  - 近藤紘一『サイゴンから来た妻と娘』（文藝春秋）
- 第11回（1980年）
  - 春名徹『にっぽん音吉漂流記』（中央公論社）
  - ハロラン芙美子『ワシントンの街から』（文藝春秋）
- 第12回（1981年）
  - 受賞者なし 該当作品なし
- 第13回（1982年）
  - 宇佐美承『さよなら日本』（晶文社）
  - 早瀬圭一『長い命のために』（新潮社）
- 第14回（1983年）
  - 小坂井澄『これはあなたの母 沢田美喜と混血児たち』（集英社）
  - 小堀桂一郎『宰相鈴木貫太郎』（文藝春秋）
- 第15回（1984年）
  - 西倉一喜『中国・グラスルーツ』（文藝春秋）
  - 橋本克彦『線路工手の唄が聞こえた』（文藝春秋）
- 第16回（1985年）
  - 吉永みち子『気がつけば騎手の女房』（集英社）
- 第17回（1986年）
  - 杉山隆男『メディアの興亡』（文藝春秋）
- 第18回（1987年）
  - 野田正彰『コンピュータ新人類の研究』（文藝春秋）
  - 猪瀬直樹『ミカドの肖像』（小学館）
- 第19回（1988年）
  - 吉田司『下下戦記』（文藝春秋）
- 第20回（1989年）
  - 石川好『ストロベリー・ロード』（文藝春秋）
  - 中村紘子『チャイコフスキー・コンクール』（中央公論社）
- 第21回（1990年）
  - 辺見じゅん『収容所（ラーゲリ）から来た遺書』（文藝春秋）
  - 中野不二男『レーザー・メス 神の指先』（新潮社）
  - 久田恵『フィリッピーナを愛した男たち』（文藝春秋）
- 第22回（1991年）
  - 家田荘子『私を抱いてそしてキスして』（文藝春秋）
  - 井田真木子『プロレス少女伝説』（文藝春秋）
- 第23回（1992年）
  - ドウス昌代『日本の陰謀』（文藝春秋）
- 第24回（1993年）
  - 塚本哲也『エリザベート ハプスブルク家最後の皇女』（文藝春秋）
- 第25回（1994年）
  - 小林峻一、 加藤昭『闇の男 野坂参三の百年』（文藝春秋）
- 第26回（1995年）
  - 櫻井よしこ『エイズ犯罪 血友病患者の悲劇』（中央公論社）
  - 後藤正治『リターンマッチ』（文藝春秋）
- 第27回（1996年）
  - 佐藤正明『ホンダ神話　教祖のなき後で』（文藝春秋）
  - 吉田敏浩『森の回廊』（日本放送出版協会）
- 第28回（1997年）
  - 佐野眞一『旅する巨人 宮本常一と渋沢敬三』（文藝春秋）
  - 野村進『コリアン世界の旅』（講談社）
- 第29回（1998年）
  - 阿部寿美代『ゆりかごの死 乳幼児突然死症候群（SIDS）』（新潮社）
- 第30回（1999年）
  - 小林照幸『朱鷺の遺言』（文藝春秋）
  - 萩原遼『北朝鮮に消えた友と私の物語』（文藝春秋）
- 第31回（2000年）
  - 髙山文彦『火花 北条民雄の生涯』（七つ森書館）
- 第32回（2001年）
  - 平松剛『光の教会 安藤忠雄の現場』（建築資料研究社）
  - 星野博美『転がる香港に苔は生えない』（文藝春秋）
- 第33回（2002年）
  - 米原万里『嘘つきアーニャの真っ赤な真実』（角川書店）
- 第34回（2003年）
  - 近藤史人『藤田嗣治「異邦人」の生涯』（講談社）
- 第35回（2004年）
  - 渡辺一史『こんな夜更けにバナナかよ』（北海道新聞社）
- 第36回（2005年）
  - 稲泉連『ぼくもいくさに征くのだけれど 竹内浩三の詩と死』（中央公論新社）
  - 高木徹『大仏破壊 バーミアン遺跡はなぜ破壊されたのか』（文藝春秋）
- 第37回（2006年）
  - 奥野修司『ナツコ 沖縄密貿易の女王』（文藝春秋）
  - 梯久美子『散るぞ悲しき 硫黄島総指揮官・栗林忠道』（新潮社）
- 第38回（2007年）
  - 佐藤優『自壊する帝国』（新潮社）
  - 田草川弘『黒澤明vs.ハリウッド 「トラ・トラ・トラ!」その謎のすべて』（文藝春秋）
- 第39回（2008年）
  - 城戸久枝『あの戦争から遠く離れて 私につながる歴史をたどる旅』（文藝春秋）
  - 山田和『知られざる魯山人』（文藝春秋）
- 第40回（2009年）
  - 平敷安常『キャパになれなかったカメラマン ベトナム戦争の語り部たち』（講談社）
- 第41回（2010年）
  - 上原善広『日本の路地を旅する』（文藝春秋）
  - 川口有美子『逝かない身体―ALS的日常を生きる』（医学書院、ISBN 9784260010030）
- 第42回（2011年）
  - 角幡唯介『空白の五マイル　チベット、世界最大のツアンポー峡谷に挑む』（集英社）
  - 国分拓『ヤノマミ』（日本放送出版協会）
- 第43回（2012年）
  - 森健『「つなみ」の子どもたち』『つなみ　被災地のこども80人の作文集』（文藝春秋）
  - 増田俊也『木村政彦はなぜ力道山を殺さなかったのか』（新潮社）
- 第44回（2013年）
  - 船橋洋一『カウントダウン・メルトダウン』（文藝春秋）
- 第45回（2014年）
  - 書籍部門：佐々木実『市場と権力 「改革」に憑かれた経済学者の肖像』（講談社）
  - 雑誌部門（新設）：神山典士＋週刊文春取材班『全聾の作曲家はペテン師だった！』（『週刊文春』2014年2月13日号）
- 第46回（2015年）
  - 書籍部門：須田桃子『捏造の科学者 STAP細胞事件』（文藝春秋）
  - 雑誌部門：安田浩一『ルポ　外国人『隷属』労働者』（『G2』 vol.17）
- 第47回（2016年）
  - 書籍部門：堀川恵子『原爆供養塔』（文藝春秋）
  - 雑誌部門：児玉博『堤清二『最後の肉声』』（『文藝春秋』2015年4 - 6月号）

### 大宅壮一メモリアル日本ノンフィクション大賞
- 第1回（2017年）
  - 大賞：森健『小倉昌男 祈りと経営』（小学館）
  - 読者賞：菅野完『日本会議の研究』（扶桑社）
- 第2回（2018年）
  - 大賞：森功『悪だくみ 「加計学園」の悲願を叶えた総理の欺瞞』（文藝春秋）
  - 読者賞：清武英利『石つぶて 警視庁 二課刑事の残したもの』（講談社）

### 大宅壮一ノンフィクション賞 (第50回 - )
- 第50回（2019年）
  - 河合香織『選べなかった命 出生前診断の誤診で生まれた子』（文藝春秋）
  - 安田峰俊『八九六四 「天安門事件」は再び起きるか』（KADOKAWA）
- 第51回（2020年）
  - 小川さやか『チョンキンマンションのボスは知っている　アングラ経済の人類学』（春秋社）
- 第52回（2021年）
  - 石井妙子『女帝 小池百合子』（文藝春秋）
- 第53回（2022年）
  - 鈴木忠平『嫌われた監督　落合博満は中日をどう変えたのか』(文藝春秋)
  - 樋田毅『彼は早稲田で死んだ　大学構内リンチ殺人事件の永遠』(文藝春秋)
- 第54回（2023年）
  - 伊沢理江『黒い海 船は突然、深海へ消えた』(講談社)
- 第55回（2024年）
  - 春日太一『鬼の筆 戦後最大の脚本家・橋本忍の栄光と挫折』（文藝春秋）
- 第56回（2025年）
  - 西崎伸彦『バブル兄弟〝五輪を喰った兄〟高橋治之と〝長銀を潰した弟〟高橋治則』（文藝春秋）

## 選考委員
- 第1回-3回　扇谷正造、臼井吉見、開高健、草柳大蔵、池島信平
- 第4回-9回　池島に代わり沢村三木男
- 第10回　沢村に代わり千葉源蔵
- 第11回　千葉が抜ける
- 第12回-13回　臼井、梅棹忠夫、開高、草柳、扇谷
- 第14回　臼井が抜ける
- 第15回　梅棹、扇谷、開高、草柳、立花隆、山本七平
- 第16回-18回　立花、本田靖春、柳田邦男、吉村昭、山本
- 第19回　吉村に代わり深田祐介
- 第20回-22回　澤地久枝、立花、柳田、深田、山本
- 第23回　山本が抜ける
- 第24回-28回　木村尚三郎、森本哲郎、山崎正和、澤地、立花、深田、柳田
- 第29回-31回　藤原作弥、深田、柳田、立花、西木正明
- 第32回-44回　猪瀬直樹、関川夏央、藤原、柳田、立花、西木
- 第45回-49回　単行本部門が佐藤優、梯久美子、片山杜秀、雑誌部門がエリック・タルマジ、奥野修司、後藤正治。
- 第50回-54回　梯久美子、後藤正治、佐藤優、出口治明、森健
- 第55回-　石井妙子、梯久美子、後藤正治、佐藤優、森健

## その他のノンフィクション賞
- 講談社ノンフィクション賞
- 新潮ドキュメント賞
- 小学館ノンフィクション大賞
- 開高健ノンフィクション賞
- 本屋大賞